# Degeneráció (album)
A Degeneráció a  rock and roll és punk stílusú Junkies 2009-es, nyolcadik nagylemeze.
Két videóklip készült az albumhoz, nevezetesen a Csatornapatkány és a Rockandrollból ötös című számhoz, melyek közül az utóbbi a Magyar MTV egyik műsorának címadó- és betétdala is. Gróf Balázs később készített egy animációs videóklipet a Drog az rossz c. számra, a zenekar ezt is hivatalos klipnek tekinti.[forrás?]

## Számlista
1. Teljes gáz - 2:50
2. Csatornapatkány - 2:30
3. Degeneráció - 2:45
4. Ezt érezni kell - 3:56
5. Drog az rossz - 3:09
6. Fény az alagút végén - 5:29
7. Apám egy japán - 3:09
8. Telefon - 1:52
9. Nem szeretlek már - 4:22
10. Civilizáció foglya - 3:15
11. Hjúmenrész - 3:14
12. A szabadság himnusza - 5:36
13. Rockandrollból ötös - 4:29

## Készítők
- Szekeres András (ének)
- Riki Church (basszusgitár)
- Barbaró Attila (szólógitár, ének)
- Schvéger Zoltán (dob)